# Mathías Suárez
Mathías Sebastián Suárez Suárez (Montevideo, 1996. június 24. –) uruguayi válogatott kapus, a Montpellier játékosa. Testvére, Damián Suárez a spanyol Getafe CF labdarúgója.

## Pályafutása

### Klubcsapatokban
A Defensor Sporting saját nevelésű labdarúgójaként mutatkozott be az első csapatban. 2013. december 15-én a River Plate ellen debütált. 2017. február 5-én a Rampla Juniors ellen szerezte meg az első gólját a klubban. Több mint 100 mérkőzésen húzta magára a Defensor  mezét, majd 2019 januárjában csatlakozott a francia Montpellier csapatához. 2020 januárjában kölcsönbe került a Nacional csapatába.

### A válogatottban
Részt vett a 2013-as U17-es labdarúgó-világbajnokságon, a 2015-ös Dél-amerikai U20-as labdarúgó-bajnokságon és a 2015-ös U20-as labdarúgó-világbajnokságon. 2018. november 16-án mutatkozott be a felnőtt válogatottban Brazília elleni felkészülési mérkőzésen.

## Sikerei, díjai
- Uruguay U20
  - Pánamerikai játékok: 2015

## További Információk
- Mathías Suárez adatlapja a Soccerway oldalon (angolul)
- Mathías Suárez adatlapja a Transfermarkt honlapján (angolul)